# Grandchamp, Sarthe

Grandchamp este o comună în departamentul Sarthe, Franța. În 2009 avea o populație de 167 de locuitori.